# ريتشارد بارتل
ريتشارد بارتل (بالإنجليزية: Richard Bartel)‏ هو لاعب كرة قاعدة أمريكي، ولد في 3 فبراير 1983 في سان أنطونيو في الولايات المتحدة.

## وصلات خارجية
- ريتشارد بارتل على موقعبيزبول رفرنس.كوم (الدوري الثانوي) (الإنجليزية)
- ريتشارد بارتل على موقع مرجع كرة القدم المحترفة.كوم (الإنجليزية)